# Arte povera

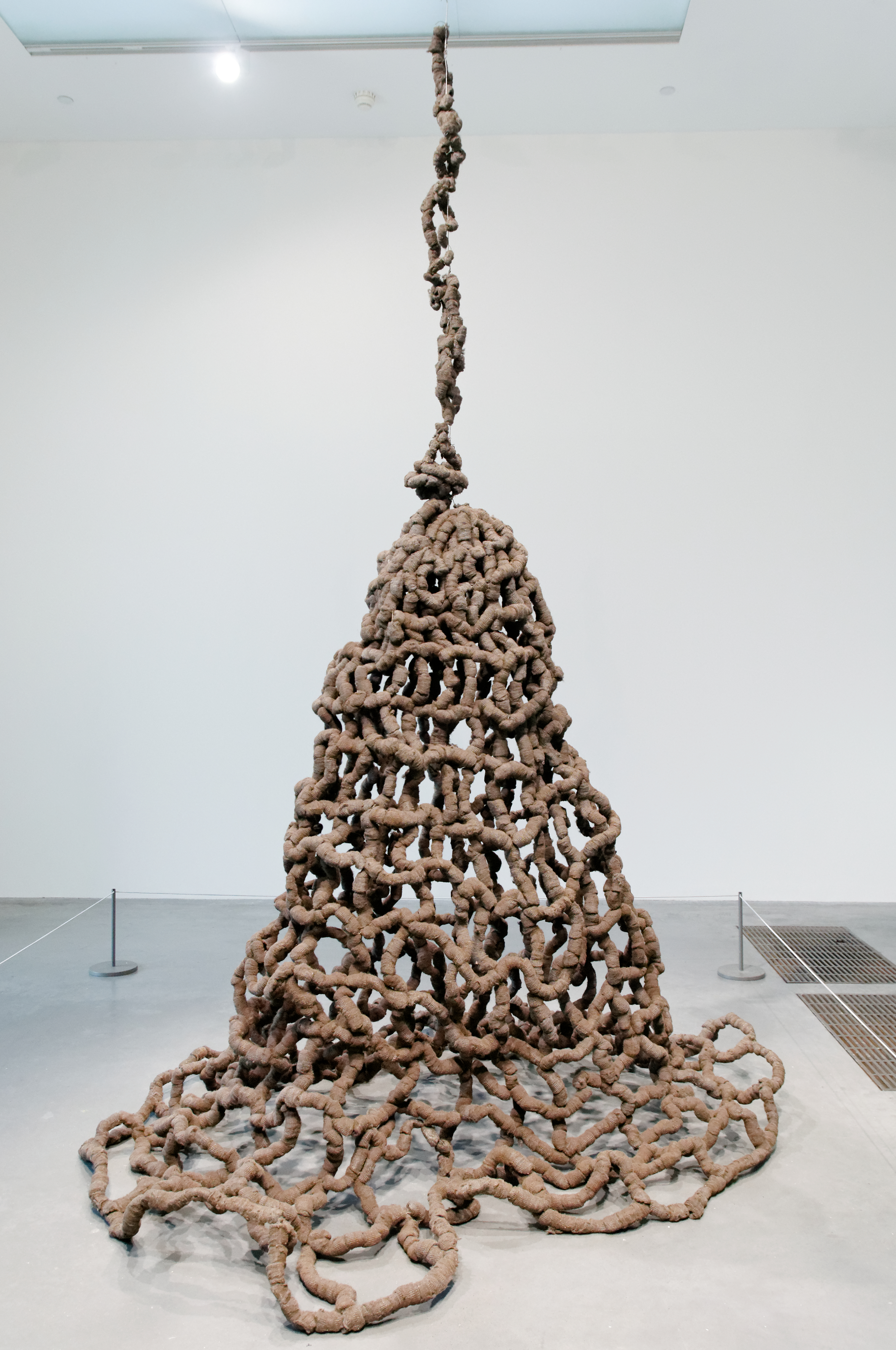
Pino Pascali, Trappola (1968)

L'arte povera è un movimento artistico sorto in Italia nella seconda metà degli anni sessanta del Novecento al quale aderirono vari autori, alcuni dei quali di ambito torinese.

## Storia
Un primo raccogliersi del nuovo movimento si ha nel settembre del 1967 nella mostra omonima, curata da Germano Celant, che si svolge alla Galleria La Bertesca di Francesco Masnata e Nicola Trentalance a Genova, dove espongono Boetti, Fabro, Kounellis, Paolini, Pascali e Prini. L'Arte povera viene definita ancora da Celant in un articolo pubblicato sul n. 5 di Flash Art dello stesso anno, nella mostra Arte povera del 1968 alla Galleria de' Foscherari a Bologna con Anselmo, Boetti, Ceroli, Fabro, Kounellis, Merz, Paolini, Pascali, Piacentino, Pistoletto, Prini, Zorio, i quali ancora esporranno insieme a Trieste al Centro Arte Viva-Feltrinelli, dove si aggiungerà Gilardi, infine nella manifestazione Arte povera - Più Azioni povere negli Antichi Arsenali di Amalfi, dove parteciparono Pietro Lista e Carmine Limatola (in arte Ableo), e in piazza del Duomo, Ugo Marano.
Il richiamo ad un'arte povera come guerriglia asistematica evidenziato da Celant nell'articolo su Flash Art viene accettato grazie al riconoscimento internazionale, peraltro fermamente perseguito. La consacrazione internazionale avviene nel 1969 con la rassegna di arte povera e arte concettuale When attitudes become form organizzata da Szeemann presso la Kunsthalle di Berna (alla quale partecipano Boetti, Calzolari, Kounellis, Merz, Pascali, Pistoletto, Prini e Zorio) e quando esce il volume di Celant Arte povera esemplificato l'anno successivo nella mostra Conceptual art arte povera land art organizzata presso la Galleria civica d'arte moderna e contemporanea di Torino.
Altri esponenti del movimento oltre a quelli già citati furono Claudio Cintoli, Sergio Lombardo, Gino Marotta, Fabio Mauri, Giuseppe Penone, Cesare Tacchi, Renato Mambor, Gian Carlo Riccardi.

## Poetiche
Il movimento nasce in aperta polemica con l'arte tradizionale, della quale rifiuta tecniche e supporti per fare ricorso, appunto, a materiali "poveri" come terra, legno, ferro, stracci, plastica, scarti industriali, con l'intento di evocare le strutture originarie del linguaggio della società contemporanea dopo averne corroso abitudini e conformismi semantici. Un'altra caratteristica del lavoro degli artisti del movimento è il ricorso alla forma dell'installazione, come luogo della relazione tra opera e ambiente, e a quella dell'"azione" performativa. Germano Celant, che mutua il nome del movimento dal teatro di Jerzy Grotowski, afferma che l'arte povera si manifesta essenzialmente "nel ridurre ai minimi termini, nell'impoverire i segni, per ridurli ai loro archetipi". Gran parte degli artisti del gruppo manifestano un interesse esplicito per i materiali utilizzati mentre alcuni - segnatamente Alighiero Boetti e Giulio Paolini - hanno fin dall'inizio una propensione più concettuale.
L'arte povera si inserisce nel panorama della ricerca artistica dell'epoca per le significative consonanze che mostra non soltanto rispetto all'arte concettuale propriamente detta, che in quegli anni vedeva sorgere l'astro di Joseph Beuys, ma anche rispetto a esperienze come pop, minimal e Land Art (Richard Long).
L'obiettivo di questi artisti era quello di superare l'idea tradizionale secondo cui l'opera d'arte occupa un livello di realtà sovratemporale e trascendente. 
Per questo motivo risulta importante la provocazione che deriva dall'opera di Giovanni Anselmo Scultura che mangia (1968, collezione Sonnabend, New York), formata da due blocchi di pietra che schiacciano un cespo di lattuga, vegetale il cui destino inevitabile è quello di deperire.
Frequente è l'uso di oggetti viventi, come in Kounellis, il quale fissò un vero pappagallo su una tela dipinta, a dimostrazione del fatto che la natura dispone di più colori di qualsiasi opera pittorica.
Un'altra critica portata avanti dagli artisti dell'Arte povera fu quella contro la concezione dell'unicità ed irripetibilità dell'opera d'arte: Mimesis, di Paolini, consiste in due identici calchi di gesso rappresentanti una scultura dell'età classica, posti l'uno di fronte all'altro con lo scopo di fingere una conversazione.
Durante la guerra del Vietnam, l'Arte povera si avvicinò ai movimenti di protesta a sfavore dell'intervento degli USA: l'opera Vietnam di Pistoletto (1965, collezione Menil, Houston) raffigura un gruppo di manifestanti pacifisti, rappresentati con delle sagome fissate ad uno specchio, in modo tale che i visitatori della galleria si riflettessero in esso. Così facendo, la gente diventava parte integrante dell'opera stessa, venendosi a creare una sorta di interazione tra la creazione artistica ed il pubblico spettatore.
L'attenzione agli stili di vita delle molteplici culture diverse da quella occidentale è presente nelle opere di Merz: i suoi tanti igloo, creati con differenti materiali (ad esempio metallo, vetro, legno, ecc.), puntualizzano la capacità di adattamento di un popolo al suo determinato ambiente.
L'identificazione uomo - natura è uno dei temi maggiormente trattati da diversi artisti. In Marotta e Gilardi (Orto, 1967) la natura è però rivisitata in chiave artificiale, come per attualizzare la materia e renderla più vicina ad un sentimento di cambiamento epocale che coinvolge l'uomo e la sua percezione del mondo. Percezione che è resa incerta nei quadri specchianti di Pistoletto, che si aprono letteralmente al mondo assorbendo tutto ciò che vi si trova di fronte e cambiando al variare dell'ambiente che li contiene.
Al contrario di questi, gli "schermi" privi di immagine con i quali Mauri riproduce il telone cinematografico e che influenzeranno i primi lavori di Mario Schifano.
Tuttavia le sue creazioni si aprono, talvolta, sulla realtà quotidiana più popolare (Casetta Objects Achetés, 1960), o sugli avvenimenti di cronaca più impressionanti (La luna, 1968), che lo porteranno a sviluppare una profonda riflessione su arte e storia.
Molti artisti lavorano sull'idea di un'immagine stereotipata, come Ceroli (Si/No, 1963), che tratta in modo seriale silhoutte prese dalla storia dell'arte, o insiemi di figure umane moltiplicate o serializzate con una tecnica che ricorda il bricolage.
Sono considerati stereotipi anche i "gesti tipici" di Lombardo (Gesti tipici-Kennedy e Fanfani, 1963), i ricalchi di immagini di Mambor o le scene da rotocalco o di quadri famosi rivisitate in stoffa variopinta da Tacchi (Quadro per un mito, 1965).